# Hopfenanbaugebiet Jura
Hopfenanbaugebiet Jura war ein deutsches Hopfenanbaugebiet.

## Geschichte
Um 1850 entstand der Hopfenanbau in Altmannstein mit Umgebung gebildet. Nach dem Königlichen Steuer-Kataster-Commissions betrug die Fläche der Hopfengärten im Bereich des Bezirksamt Riedenburg 5 Tagwerk und 18 Dezimale, also 1,76 ha.
Zwischen 1860 und 1880 wuchs die Anbaufläche wegen der guten Ernten mit hoher Qualität. 1895 wurde eine Interessengemeinschaft gegründet. Die Nürnberger Hopfengroßhändler Gebr. Öttinger, Priester und Söhne sowie H. Hermann jun. stellen Gutachten aus. Der Brauereibesitzer Freiherr v. Bassus aus Sandersdorf und Baron Julius von Wiedenbach aus Hexenagger sowie der Siegenburger Hopfenhändler Nefzger stellen Zeugnisse aus. Im Jahr darauf wird ein Gesuch für die Erteilung des Siegelrecht an das Königliche Staatsministerium des Inneren gerichtet. Am 20. September 1896 wird ein Siegel mit der Inschrift „Hopfensiegel der Marktgemeinde mit Umgebung, k. Bezirksamt Beilngries“ genehmigt.
1905 werden die Gemeinden Oberdolling, Unterdolling, Oberhartheim und Theißing des königlichen Bezirksamtes Ingolstadt dem Siegelrayon Altmannstein zugeordnet. 1914 wird der VI. Bayerischen Hopfenbauzweigverein Kinding und Umgebung gegründet.
Durch das Gesetz über die Herkunftsbezeichnung des Hopfens vom 9. Dezember 1929, kurz Hopfenherkunftsgesetz, wurden die Landesregierung ermächtigt Hopfenanbaugebiete und Siegelbezirke zu bilden. In Bayern tritt es am 10. Juni 1930 in Kraft und des wird das Hopfenanbaugebiet Jura mit den Siegelbezirken Kinding und Altmannstein errichtet.
Bis 1930 wurde der Hopfen an Stangen kultiviert. Danach wurde immer mehr Gerüstanlage errichtet. 1938 werden der Hopfenpflanzerverband Jura und die Hopfenverwertungsgenossenschaft Jura gegründet.
1955 wird die Hopfenhalle in Altmannstein gebaut. 1960 wird eine erst Hopfenpflückmaschine gekauft. 1970 erfolgt die Gründung des Erzeugerrings für Qualitätshopfen Jura. 1972 wird die erste Hopfenkönigin gewählt. 1986 schließt sich der Siegelbezirk Kinding dem Hopfenanbaugebiet Spalt an. Am 1. August 1992 löste sich der Hopfenpflanzerverband Jura auf und wurde der 14. Siegelbezirk des Hopfenanbaugebietes Hallertau.

## Gebiet
Der Großteil es Siegelbezirks Jura lag im Landkreis Eichstätt. Kleinere Teile lagen in den Landkreisen Kelheim und Pfaffenhofen.